# Раєршид
Раєршид (нім. Rayerschied) — громада в Німеччині, розташована в землі Рейнланд-Пфальц. Входить до складу району Рейн-Гунсрюк. Складова частина об'єднання громад Зіммерн.
Площа — 2,51 км2. Населення становить 98 ос. (станом на 31 грудня 2020).